# Cité future
Cité future est une ancienne radio FM parisienne dont les premières émissions ont lieu le 10 mai 1981, jour de l’élection de François Mitterrand à la présidence de la République sur la fréquence de 96 MHz alors occupé par une radio pirate Radio Gnome qui émet alors sur cette fréquence la nuit depuis plus de deux ans. Cité future est créée par Pierre Bellanger et Alain Perissé en collaboration avec le journal Le Monde qui prend en charge la responsabilité de l’information mais se retirera peu après. Elle se disputera également avec Radio Tchatche à propos de son émetteur,. Lors de ses toutes premières heures d’antenne, Radio Cité future diffuse une boucle sonore issue de la bande originale du film Rencontres du troisième type. Cité future, dont le slogan est « la radio qui change la radio », reste la première station FM professionnelle française. Elle dispose d’une régie publicitaire. Cette station devient le modèle des futures stations commerciales et sera à l'origine de Skyrock, après La Voix du Lézard.
Son programme inaugure une nouvelle forme de radio et fait découvrir au public la new wave et le nouveau rock français, mais diffuse également de la musique classique pour se donner une image culturelle. La station disparait à l’automne 1981, du fait de l’interdiction de la publicité et d’un brouillage intensif de la part des autorités, opposition menée par Pierre Mauroy.

## Historique de cette épopée
C'est à partir de Radio  Verte de Brice Lalonde et son annonce sur TF1 le 20 mars 1977 qu'elle débute mais c'est chez Jean-Edern Hallier dans son l'appartement le 13 mai 1977 à 19h00 qu'a commencé véritablement la 1ère émission de cette radiopuis le 10 mai 1981avec l'arrivée de François Mitterrand à la présidence de la République françaisequi consacre cette liberté jusqu'au 9 novembre 1981où l'on passe d'une radio dite "libre" à la radio dite "locale privée"entretemps Radio Cité future aura cessé d'émettre. Cette liberté sera ensuite plus encadrée à la suite de la création par Mitterrand de la Haute Autorité de la communication audiovisuelle à partir du 31 août 1982puis se restreindraà la suite des saisies des postes le 17 août 1983 et surnommée la Saint-Barthélémy des radios,,qui clôturera cette période de contestation libertaire même si certaines subsisteront comme NRJ, mais de manière aseptisée grâce à une manifestation organisée pour elle par la jeunesse de France le 8 décembre 1984,.

### Articles sur le sujet
- « Cité future, 96 », Le Monde,‎ 7 juillet 1981 (lire en ligne).
- Annick Peigne-Giuly, « Avec 6000 F, j'ai acheté mon émetteur », Libération,‎ 26 mai 2001 (lire en ligne).
- « Ce qu'il reste des radios de 1981 », Le Monde,‎ 21 décembre 2002 (lire en ligne).

### Ouvrages sur le sujet
- Jean-Pierre Benhaïm, Les radios locales privées, 1984.
- Yves Guillauma, La presse en France, 1990.
- Annick Cojean, FM - La folle histoire des radios libres, 2014.
- Daniel Lesueur, L'histoire des radios pirates : De Radio Caroline à la bande FM, 2011.